# Зетско-рашский диалект

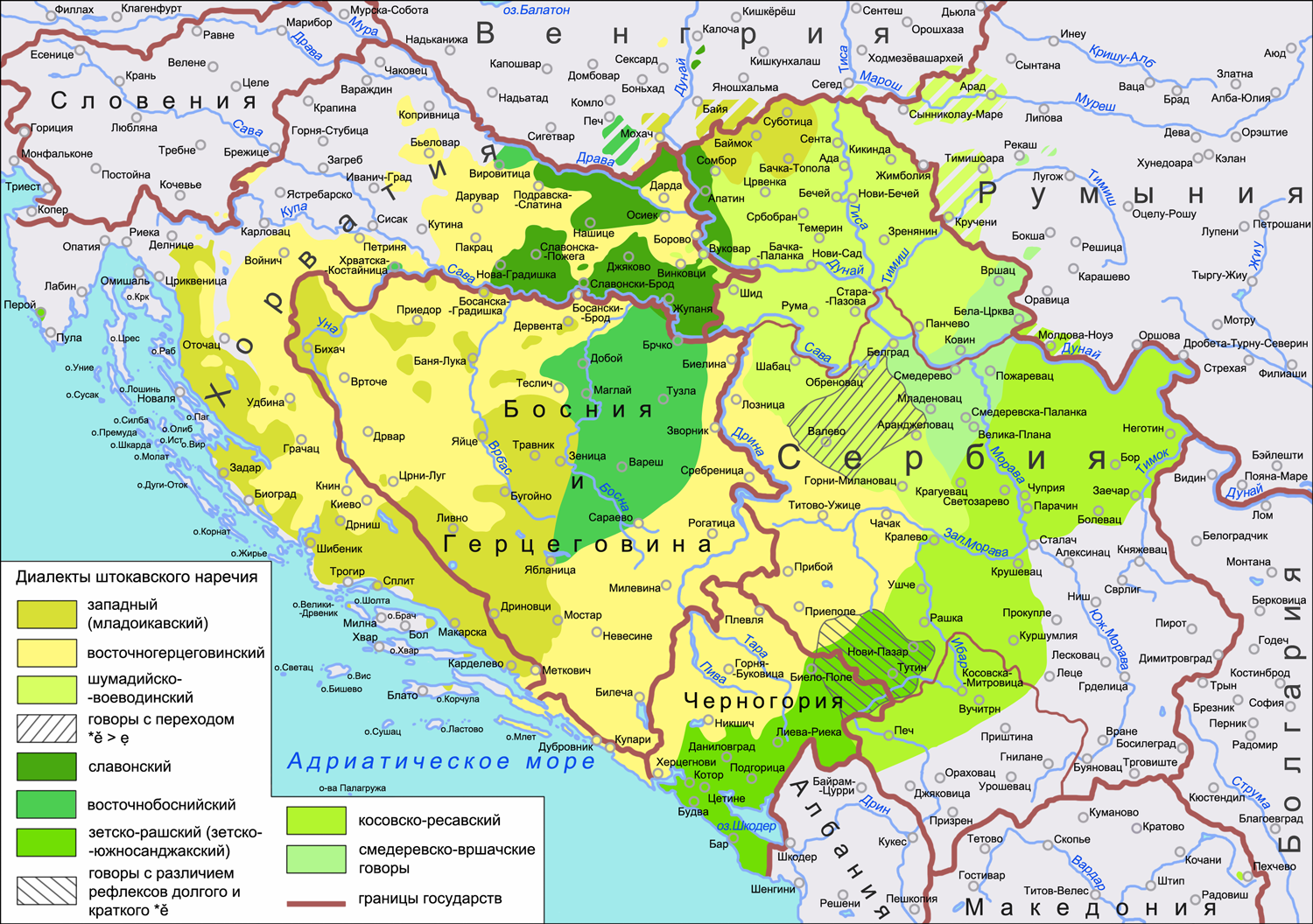
Зетско-рашский диалект на карте штокавского наречия

Зе́тско-ра́шский диале́кт (также зетско-рашская группа говоров, зетско-ловченский диалект, зетско-южносанджакский диалект, зетско-сеничский диалект, зетско-босанский диалект, зетско-горнополимский диалект, восточночерногорский диалект; серб. зетско-рашки дијалекат / zetsko-raški dijalekat, зетско-ловћенски дијалекат / zetsko-lovćenski dijalekat, зетско–јужносанџачки дијалекат / zetsko-južnosandžački dijalekat, зетско-сјенички дијалекат / zetsko-sjenički dijalekat, зетско-босански дијалекат / zetsko-bosanski dijalekat, зетско-горњополимски дијалекат / zetsko-gornjopolimski dijalekat, источноцрногорски дијалекат / istočnocrnogorski dijalekat) — один из четырёх староштокавских диалектов сербохорватского языкового континуума наряду с восточнобоснийским, славонским и косовско-ресавским. В староштокавском ареале зетско-рашский вместе с косовско-ресавским образуют группу так называемых штакавских диалектов, противопоставленных шчакавским — славонскому и восточнобоснийскому.
По варианту рефлекса праславянского *ě зетско-рашский диалект является в основном (и)екавским, при этом часть говоров в Санджаке характеризуется различением рефлексов долгого и краткого *ě: например, на месте долгого *ě отмечается ī, а на месте краткого — je (dite «ребёнок» — djeca «дети»), или на месте долгого *ě отмечается ije, а на месте краткого — i либо e (dijete — dica / deca). В позиции перед рефлексами *ě отмечаются фрикативные среднеязычные согласные ś и ź (śeme «семя», źenica «зрачок»), широко представлены фонемы ć и ʒ́ (đevojka «девочка» (литер. сербохорв. djevojka); ćerati «гонять» (литер. сербохорв. tjerati) — данные фонетические особенности входят в число основных отличий черногорского литературного языка.

## О названии
Помимо названия «зетско-рашский диалект», которое используется, например, в издании «Srpski dijalekti» М. Окуки (2008), в исследованиях по сербохорватской диалектологии для рассматриваемой диалектной единицы применяются также названия «зетско-сеничский (зетско-сеницкий) диалект» (данное П. Ивичем), «зетско-южносанджакский диалект» (отмечаемое, в частности, в работах хорватского языковеда Й. Лисаца), «зетско-босанский диалект», «зетско-горнополимский диалект» (данное М. Пешиканом), «восточночерногорский диалект» (данное М. Стевановичем для диалектной области в схожих границах с современным зетско-рашским ареалом) и часто встречаемое в русскоязычных изданиях название «зетско-ловченский диалект» (используемое, в частности, в статье «Сербохорватский язык» издания «Языки мира. Славянские языки», 2005).

## Область распространения
Зетско-рашский диалект распространён в южных, восточных и центральных районах Черногории (на части территории средневекового черногорского княжества Зета, включая горный массив Ловчен), а также в соседних с Черногорией районах Юго-Западной Сербии (в южных и восточных районах исторической области Санджак, включая регион Сеничское Поле — на территории Сербии эти же районы более известны как основная часть исторической области Рашка). 
На западе и юго-западе граница зетско-рашского диалектного ареала проходит по берегу Адриатического моря от Улциня до Пераста в Которском заливе. На юге граница распространения зетско-рашского диалекта в основном проходит по сербско-албанской языковой границе, которая совпадает с государственной границей Черногории и Албании, за исключением небольшой части побережья Скадарского озера, недалеко от которой на албанской стороне находится анклав зетско-рашского диалекта Врака (в 1930-х годах славянское население региона Врака под Шкодером значительно сократилось — две трети жителей врачанских селений были изгнаны или вынуждены бежать в Югославию, главным образом, в область Зета). Граница с ареалом восточногерцеговинско-краинского диалекта проходит от Пераста в Которском заливе в направлении северо-востока до Грахова и Колашина и далее до региона Биело-Поле, пересекает реку Лим, проходит южнее Бродарева, затем вблизи Сеницы поворачивает на Ибар. Граница с ареалом косовско-ресавского диалекта является нечёткой — она проходит примерно от Студенице на юг в направлении Ибарской Слатины и Лепосавича до Косовской Митровицы, откуда граница поворачивает на запад через Мокре-Гору и Жлеб до склонов гор Проклетие на границе с Албанией. Отчасти зетско-рашские говоры сохраняются среди небольших по численности групп славян-мусульман, живущих в Северной Метохии (в окрестностях города Печ) и в Центральном Косове. Самой северной точкой зетско-рашского ареала является село Горня-Студеница, от которого граница пересекает Голи до пограничных районов косовско-ресавского и восточногерцеговинско-краинского ареалов. К зетско-рашской диалектной области также относятся говоры Ибарского Колашина в Южной Сербии, размещённые между горами Мокре-Горе и ущельями Рогозне и Рибаричке, а также говоры Петрова-Села в Джердапе. Кроме того, переселенческие зетско-рашские говоры отмечаются в районе селения Перой на западном побережье полуострова Истрия в Хорватии
.
Большинство носителей зетско-рашских говоров — черногорцы и сербы (в том числе черногорцы-мусульмане), в меньшей степени эти говоры распространены среди босняков. Небольшая группа говорящих на зетско-рашском диалекте (на западе Истрии) относит себя к хорватам.

## Классификация

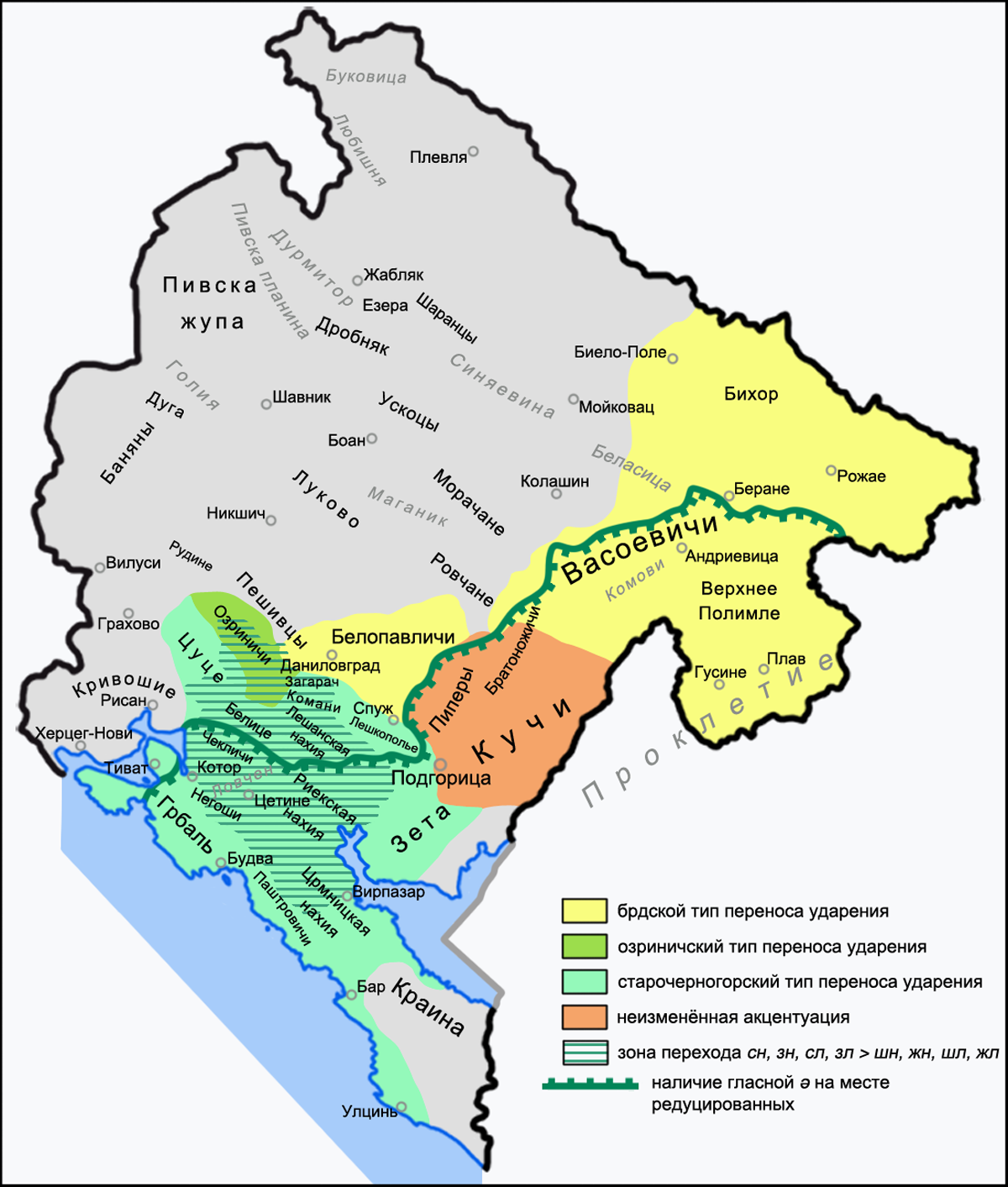
Диалектные явления в говорах зетско-рашского диалекта на территории Черногории согласно исследованиям Пешикан, Митар

Согласно данным, представленным в издании М. Окуки «Srpski dijalekti», в зетско-рашском диалекте по особенностям акцентуации и рефлекса праславянского *ě выделяют 4 группы говоров (в традиции сербской диалектологии называемых поддиалектами):
- цетинско-барские говоры (цетињско-барски поддијалекат / cetinjsko-barski poddijalekat);
- белопавличско-васоевичские говоры (бјелопавлићко-васојевићки поддијалекат / bjelopavlićko-vasojevićki poddijalekat);
- озриничско-брочанацкие говоры (озринићко-броћански поддијалекат / ozrinićko-broćanski poddijalekat);
- сеничско-новопазарские говоры (сјеничко-рашки поддијалекат / sjeničko-novopazarski poddijalekat).

## Особенности диалекта

### Фонетика

#### Вокализм
В говорах зетско-рашского диалекта отмечают три системы гласных — одна из них — пятивокальная и две — шестивокальные. 
В системах с шестью гласными помимо фонем i, o, a, e, u имеется фонема ə, являющаяся рефлексом праславянских редуцированных. Эта фонема известна в большинстве говоров юга и юго-запада зетско-рашского ареала, исключая часть говоров Боки Которской. Она соответствует гласной a (’a) литературного сербского языка: dən, dənəs, səd, ječəm, čəs. Фонема ə реализуется в звуке, среднем между a и e, его произношение варьирует в зависимости от фонетического окружения в слове, а также имеет свои особенности в разных диалектных ареалах. Наиболее закрытое произношение ə, близкое к e отмечается на границе ареала этой гласной, на юго-западе в Черногорском Приморье и на северо-востоке на территории бывшего племени васоевичей. Во многих говорах ə появилось по аналогии (imə, drugogə, ovija verigə). В Црмнице ə отмечается также на месте долгого и краткого a (bəči to, dostə, odmə), а также в заимствованиях (konək, məšćela [mlet. maştelo], zəgəra [mad. agar]). В говорах, распространённых на границе с албанским языковым ареалом в позиции конца слова после ə отмечается носовой призвук n (zən < zao, rekən, zatekən). В северных и северо-восточных говорах зетско-рашского диалекта рефлексом редуцированных является гласная a. 
Особенности функционирования и качество остальных гласных в зетско-рашских говорах (i, o, a, e, u) в основном схожи с особенностями вокализма динарских новоштокавских говоров. Исключение составляют говоры Црмницы, Чекличей и зоны распространения ə, в которых отмечается закрытая гласная е. Также имеются особенности в качестве гласной а — в говорах Цуце, Беличей и Загарача а несколько закрыта, а в Лешанской нахии, Комани и на Зетской равнине часто смещена в сторону открытой, передней а. Гласная o часто выпадает: u nu livadu, po voj zimi, ko te no zva.
Группы гласных -ao и -əo в большинстве говоров сокращаются до -a и -ə: ima, moga, reka, ćera, digə, pośekə. Также и в случае zaova > zava  и числительных с 11 до 19 (jedanas / jedənəs, petnajs, devetnas / devetnəs). В ряде периферийных говоров контракции в этих группах согласных не произошло: dao, pisao, ručao. В некоторых говорах, например, Зупци и на территории Паштровичей на месте -ao отмечается -o: mogo, reko, peko, pošo. В говорах Брочанаца и Пешивцей -o перешло в -ov: dóv, prodov.
На месте долгой праславянской гласной *ě в зетско-рашском диалекте выступает сочетание je/ije/ije: snieg, vrieme, kliješta, bijelo, cijelo. Исключение составляют говоры черногорцев-мусульман Гусинского края и говоры Подгорицкой области, для которых характерно икавское произношение (mliko, sino, dilit), а также говор мрковичей, в котором на месте долгого *ě  отмечаются как ije с ie, i̯e (sjeno, bjeli, uvii̯k, briega), так и e (svest, bela, besni), ẹ (klẹt, ždrẹbe), je (crjepńa), ei̯ (sei̯no). По всей зетско-рашской диалектной территории встречаются вторичные иекавизмы: kosijer; putier, talier, pancier, botijega [ital. bottega], а иногда и drijevo, pokrijeva.
На месте краткой *ě в зависимости от позиционных условий выступают континуанты je, e и i. Первый из них отмечается после палатальных согласных: ćerat, đeca, međеd, śedok, pośeđet. После губных отмечаются как e, так и je: plesma, vlera, pobleć / pjesma, vjera, pobjeć. Континуант e выступает в сочетании rě: prevoz, prelaz, preśek, а также и gorelo, starešina наряду с gorjet, priješa в некоторых говорах. Континуант i выступает перед j, l’ и o: vijavica, grijat, stijo, bil’eg. В некоторых южных говорах появляются также формы типа sejat и ćejat, а в новопазарско-сеничской и рожайской диалектных зонах — формы sedeo, prevreo наряду с sidijo, prevrijo. Также по всей области распространения зетско-рашского диалекта отмечаются лексические экавизмы: ozleda, cesta, celiva, zenica. Наиболее сильно экавский тип произношения в результате воздействия литературного языка распространён в новопазарско-сеничских говорах.

#### Консонантизм
Система согласных зетско-рашского диалекта неодинакова по разным группам говоров как в отношении состава, так и числа фонем. Различия отмечаются прежде всего в аффрикатах и фрикативных согласных. Для всех зетско-рашских говоров характерно наличие фонем ś и ź, в некоторых говорах сохраняется фонема h, в части говоров вновь стирается различение фонем l и l’, а также имеются говоры, в систему консонантизма которых включена согласная з. 
Основными регионами, в которых сохраняется фонема h, являются Риекская нахия, Лешанская нахия, часть Катунской нахии с территориями бывших племён Негушей, Беличей и Чекличей, часть Приморья с территорией бывшего племени паштровичей, расположенные в западной части зетско-рашского ареала, а также бошнякские новопазарская, сеничская и бихорская области на северо-востоке зетско-рашского ареала. В западных регионах h реализуется в начале и середине слова как звонкий велярный спирант ɣ, а в конце слова — как близкий к глухому спиранту х. Во всех говорах при этом согласная h сохраняется непоследовательно. Как правило, она выпадает в позиции начала и конца слова. Наиболее последовательное употребление h отмечается в бошняцких говорах. Отсутствует h или заменяется согласными k , g , v  или j в говорах окрестностей Бара, Зубаца, бывших племён мрковичей, кучей, пиперов и белопавличей: dodok, ćag, ćak, čitagu, muva, snaja, kijat, в том числе в говорах морского побережья: muga, oragi.
Неразличение согласных l и l’ и их совпадение в l’ характерно для зетских говоров, распространённых у албанской границы. Согласная l’ 
отмечается в говорах мрковичей, кучей, братоножичей, паштровичей, долины реки Црноевица, Црмницы, плавско-гусинской и новопазарской областей, а также на части территории белопавличей: kol’ac, cipel’ah, sel’a, Ol’ga, izgorel’a, dal’eko. В значительной части говоров перед гласными заднего ряда отмечается велярная ł: Miłoš, łuk. 
На границе с языковой территорией албанского языка встречаются палатализованные согласные k’ и g’: k’iša, n’og’e.
В говорах южной части Приморья и в говорах Црмницкой нахии в романских заимствованиях выступает фонема з, парная глухой согласной с: biзin литер. pas; bronзin; maganзin; lunзura литер. cvijet. В говорах окрестностей Бара з отмечается также и в исконной лексике (зvono, зenica, зubi) и в заимствованиях из других языков (зanat тур., stanзa алб.).
Губно-зубная согласная v часто не произносится, в особенности перед боковыми l и l’ (ladańe литер. vladanje, l’eštica, đaol’i, stalat) и перед гласной u (glau, zouć). Выпадает v также перед j в рефлексах *ě в группах cvj, svj и dvj с последующим смягчением согласных c > ć, s > ś, d > đ: Ćetko, Ćetni do, śedok, ćetovat, međed. Неустойчивостью также выделяется произношение j, которое нередко произносится как i или же полностью утрачивается.
В западных говорах зетско-рашского диалекта и в говорах Черногорского Приморья согласные s и z в определённых позициях, прежде всего перед n и l переходят в шипящие š и ž: šněxa, žnadim, šlinav, na žli put, kršna slava, mišlim, šnijeg, vršnik, grožnica. Также в зетско-рашских говорах отмечается появление назальных согласных в заимствованных словах: kumbura, trumbač, lampisa итал. lapis, butinga. В ряде говоров встречается эпентетическая d в исконной лексике: zdrak, ždraka, zdrijo.
В позиции после губных согласных на стыке морфем на месте сочетаний губного с j во многих зетско-рашских говорах отмечается отсутствие эпентетической l: zemja, javja, robje, pjačka, Skopje, zdravje. В сочетании губных с гласной ě появляется j на месте l. В одних говорах этот процесс является последовательным (vjera, pjesma, obje), в других возможны параллельно употребляемые формы (vjera' / vlera, plesma / pjesma, oble / obje). 
В приморских юго-западных говорах конечная -m переходит в -n, в частности, в говорах паштровичей: znan Luku, s onon zdravon nogon.

#### Просодия
Зетско-рашский диалект относится к группе диалектов со староштокавской акцентуацией. В большей части его говоров сохраняется двухакцентная система с нисходящей интонацией ударных слогов и с неизменённой долготой и краткостью предударных и заударных слогов. Также в зетско-рашском ареале имеются говоры с новой акцентной системой, у которой распределение кратких и долгих ударных нисходящих слогов схоже с характеристиками ударения новоштокавской акцентной системы.
Архаичная акцентная система с некоторыми особенностями по говорам 
характерна для юго-восточной и южной частей зетско-рашского диалектного ареала. Она отмечается, в частности, в говорах бывших племенных территорий кучей, пиперов, братоножичей, паштровичей, в Подгорице и её окрестностях, в Зете, Краине и на южном берегу Скадарского озера. Наиболее представительной, почти без отступлений от правил является акцентная система пиперских говоров: sestrȁ / sestrê, jezȉk / junâk, lopȁta / devôjka; trāvȁ / glāvê, nārȍd / glāvôm, pītȁla / krādûći. Одновременно с этим в пиперских, как и в других говорах рассматриваемого ареала отмечается перенос ударения к началу слова по аналогии с другими словоформами: vȍda < vodȁ, как vȍdu, vȍdo, vȍde; glâva < glāvȁ как glâvu, glâvo, glâve. В некоторых случаях ударение переносится с долгой гласной последнего открытого слога: mȁglōm < maglôm. В части говоров, например, в окрестностях Даниловграда, Плаве и Гусине, переносится нисходящее ударение краткой гласной последнего открытого слога: sȅstra / đecê.
В большинстве юго-восточных и южных зетско-рашских говоров сохраняются заударные и предударные слоги: zaćûtī, zâmjenīk, kāzȁ, upîsȁ. На крайнем юге в окрестностях Бара безударные долгие гласные сокращаются: последовательно заударные (dȍbrĭk, tûđĭ), и частично предударные (nărȍt, dăvȉt). В заударной позиции долгота гласных сокращается и в некоторых говорах Боки Которской.
Архаичная акцентная система характеризуется таким образом отсутствием политонии — различительную функцию выполняют при этом место ударения и долгота/краткость гласных. В части говоров, например, в озриничских, возможно появление факультативных альтернаций с восходящим ударением на долгом слоге: svîla ~ svíla. 
В ряде говоров зетско-рашского диалекта отмечается влияние новоштокавской акцентуации со своими особенностями в тех или иных регионах: 
- в ареале, включающем бывшую территорию племени озриничей, а также селения Брочанац[серб.], Улице и Челински-Дол, распространена трёхакцентная система, в которой наряду с двумя нисходящими тонами имеется долгий восходящий тон, возникший в результате переноса ударения с краткой гласной последнего открытого слога[26].

- в ареале, охватывающем территории бывших племён белопавличей, васоевичей, южную часть территории бывшего племени пешивцев, а также селения пиперов вдоль границы с территорией белопавличей, распространён политонический тип с восходящим ударением на кратких и долгих слогах, образованных путём перенесения ударения с краткой гласной последнего слога (восходящий тон ударения при этом не имеет фонологической автономии);
- в говорах Новопазарской области, Сеницы, Пештера и района в верхнем течении реки Студенице отмечается четырёхакцентная система с элементами староштокавской акцентуации  в распределении ударных слогов (например, сохраняют старое место  долгие слоги с восходящим тоном, краткие слоги с нисходящим тоном возможны во внутренней части слова, сохраняется предударная долгота гласных).

### Морфология
К зетско-рашским явлениям в области морфологии относят особенности в формировании тех или иных классов имён существительных. Прежде всего, существительных типа kamen, у которых выпадает суффикс -en: kam, gim, plam, grum; формы родительного падежа: kama, gama, plama, gruma. Во множественном числе при этом у некоторых слов отмечаются формы с -en: kameni, а также prsteni, korieńi. Кроме этого, имеются особенности в распределении инфиксов -ov / -ev, при которых наряду с именами существительными starčevi, jarčevi, nosovi, nožovi, kučkovi встречаются существительные zubi, brati, mravi, koci, žbiri.
В большинстве говоров совпадают формы именительного и винительного падежей женских уменьшительных имён типа Mare, Anđe, Dare, Stane, а также обозначений родственников: mame, babe, nane. Для мужских уменьшительных имён характерны формы Jоvо - Jova, Đuro - Đura, Rade - Rada (также Jovov, Durov, Radov). У имён существительных женского рода на согласный отмечается суффикс -ju: sol'u, košću, smrću, mašću.
В склонении некоторых простых числительных сохраняются формы дательного-местного падежа dva, oba, tri, реже četiri, obojma, š nima trojma, š nima trema, onijama četvorma.
Одной из особенностей зетско-рашского диалекта является совпадение форм родительного и местного падежей множественного числа в большей части говоров. При этом в говорах с рефлексом редуцированных a отмечается флексия -ah, а в говорах с рефлексом ə — флексия -əh. Поскольку h часто выпадает на конце слова флексия родительного и местного падежей принимает форму -a или -ə. В ряде говоров встречаются также окончания -ək и -ik, например, в говорах Црмницы: luđik, našijək, или в говорах паштровичей: očuk, đevojakək. В Брочанаце зафиксированы формы указанных падежей типа dobag и šľivag, а у пешивцев — il'adag. В дательном падеже множественного числа преобладают формы с окончанием -ma (rođacma, końma, zubma, Ćeklićma), изредка фиксируется окончание -ima (vozovima, prstima). В говорах цуцей возможны формы типа po godinam, kućam. В местном падеже множественного числа при этом встречаются формы, сходные с формами родительного падежа, типа po kuća, o majmuna и формы, сходные с формами детального падежа, типа ženama, radostima.
У местоимений ja, ti, sebe формы дательного падежа совпадают с формами родительного падежа (mene, tebe, sebe). В дательном падеже множественного числа отмечаются клитики ni, vi, а в винительном — ne, ve. Указательные местоимения включают формы ta, ovi, oni. Для форм родительного падежа единственного числа характерна флексия -oga. В родительном и местном падежах указательные местоимения имеют формы типа ovija, onija, tija и ovijema, onijema tijema. Формы местоимений naš и vaš в дательном и местном падежах имеют окончание -u (našemu, vašemu). В говоре Сеницы отмечаются формы притяжательных местоимений ńojna и ńójzina, а в Црмнице — ńezin, ńen и ńojzin. В говорах Враки помимо формы ńojzin нередко встречаются формы с удвоением частицы zi — ńojzinizija. У местоимений što (svašto, ništo) в родительном падеже отмечают формы česa (svačesa, ničesa).
Для зетско-рашских говоров характерна форма имени прилагательного veľi (например, в топонимах Veľi Garač, Veľe brdo). В сочетании с абстрактными существительными употребляется форма veliki (veliki čoek литер. čovjek). Формы степени сравнения viši и visoči. Вариативность форм степени сравнения характерна также для имён прилагательных dug и kratak (duľi / duži, kraći / krači). В восточночерногорских говорах отмечаются такие формы степени сравнения как tušti, živši, višľi, sušľi, а в говорах Црмницы — duboči, tanči, ľuti. Почти на всей территории зетско-рашского диалекта отмечаются формы с предлогом po:  pogrdi, ponajboli, pol'epši, ponajl'epši.
Важным отличием зетско-рашских говоров являются формы с факультативными гласными во флексиях: zelenoga – zelenome, vrućega – vrućemu (в говорах паштровичей). В формах именительного, дательного и местного падежей отмечается рефлекс долгого ять: ovijem, dobrijema, jakijema.
Характерными морфологическими особенностями глагольной системы зетско-рашского диалекта являются:
- наличие форм инфинитива без -i: kopat, činet, orat, doć;
- наличие флексии -u в формах глагола 1-го лица единственного числа настоящего времени: mogu, vidu, veľu;
- распространение форм глаголов 3-го лица множественного числа настоящего времени типа strižu, vršu, reču, ispeču, в том числе в говорах Зеты и долины реки Црноевица (dolazu, bježu, držu, vraću se) и говорах Сеницы (nosu, lovu, kosu);
- наличие «усечённых» форм повелительного наклонения: muč, šut, bjež, drž наряду с обычными формами viđi, jeđite;
- распространение кондиционала типа ako oj doć;
- наличие имперфектов ća / ćak, ćaše, ćasmo, ća[h)u.

Для зетско-рашских говоров характерны наречия, выступающие в вариативных формах: kuda / kudije / kuđ / kuđe, onuda / onudije, nekuđ, tadan, prije / priđe / pređe, izadnevi, upoli, stojećke, notńo, žľe литер. slabo и т. п.
В зетско-рашских говорах широко распространены предлоги so и su (so te strane) и частицы eve, ete, ene. Часто встречается частица -zi: onizi, tojzi, drugizi.

### Синтаксис
Посессивные конструкции с формами родительного падежа в зетско-рашских говорах употребляются так же, как и в литературном языке, в частности, в конструкциях с фамилиями: kuća Petrovića, kula Boškovića. Фамилии на -ić в форме родительного падежа широко употребляются вне зависимости от формы личного имени. Из других конструкций с именами существительными в форме родительного падежа распространены темпоральные конструкции: sve vrieme rata, osmoga dana. Предлог od часто употребляется в беспредложных конструкциях: na mos od Ribnicē. 
С глаголами состояния и движения с предлогами na и u предпочтительны формы винительного падежа вместо форм местного падежа: živim na Cetine, idem na Cetine, živim u Zagrač, Ležim u krevet. С глаголами отрицания употребляются формы в винительном падеже: ne piiem rakiju. Формы родительного и местного падежей множественного числа с предлогом po совпадают: Čuvam živo po ovije brda, skita po sela.
Вместо притяжательных местоимений используются личные местоимения 1-го, 2-го и 3-го лиц в форме дательного падежа единственного числа: On je tebe svojak po majci.
Использование форм именительного падежа вместо звательный форм с существительными, выступающими в значении субъекта: paśak, skot, fukara, ćutuk. 
Частое употребление конструкций с именами существительными в форме творительного падежа: предложных, обозначающих действие с  использованием орудия, типа kopam s motikom, и беспредложных, обозначающих совместное действие, типа ide 'Milanom.
Предлог u часто употребляется с формами родительного падежа (u Marka, u Jovana), а предлог k регулярно используется в конструкциях с дательным падежом, выражающим значение направления (ide pravo k lokańu). Конструкции с предлогом do и формами винительного падежа отмечаются вместо обычных в этом случае конструкций с формами родительного падежа: Ti dođe do ono što si tražila. Также в сочетании с формами винительного падежа в зетско-рашских говорах распространены конструкции с предлогами na и mimo: došli na pośetu, prođimo mimo kuću. В конструкциях с формами местного падежа и глаголами типа govoriti вместо предлога o используется предлог od: Od Americi je ispriča. Предлог s(a) может употребляться в конструкциях с формами творительного падежа в значении просекутива (S ovom cestom ide, je li), предлог bez — с формами именительного падежа (Otišli su svi bez on) и винительного падежа (Sve sam čuo bez Milicu). В говоре Сеницы используется предлог iz вместо od с именами существительными, в том числе собственными (Traži iz Luba malo duvana), а также используются конструкции с предлогом za перед u и na (Spremam se za u selo, Ko misli za na Vrelo neka krene) и с предлогами među, pod i za с формами винительного падежа вместо творительного: Ne tutńi među ovce ko vuk, Tražio sam pa nema po[d] slamu ništa, Eno ga šuti za kuću. Предлог pred в значении места обычно используются с формами творительного падежа: Eto pođoše pred-Marko[v]om kućom. В среднекатуньских и лешанских говорах отмечаются предлоги nabre,  pobre, sabre, dobre, употребляемые в конструкциях со значением места: pobre Dubokoga Dola, nabre kuće Ľubove. В этих же говорах, а также в говорах пиперов, пешивцев, в говоре Брочанаца и некоторых других предлоги za, na, u в сочетании с формами винительного падежа используются вместо конструкций с предлогом po и формами винительного падежа: idem za vodu, na vodu, u drva. Со значением места обычно отмечается конструкция с предлогом pri и формами местного падежа: Śedi pri-zidu, Biće pri vrata.
Формы повелительного наклонения могут отмечаться в тех случаях, когда должны употребляться формы изъявительного наклонения, например, в говоре Сеницы: Navali Turčin pa udri, a mi drž i ne da(j), dok puče top. В функции объекта выступает частица da с формами глаголов настоящего времени: poče da plače. Вместо конструкции с именем и предлогом za используется инфинитив: za popiti. Причастие прошедшего времени утрачено, вместо него употребляются сочетания слов pošto, čim, kad с перфектом или плюсквамперфектом. Глагольные энклитики bih / bik / bi ставятся перед энклитиками местоимений: Ne-bik-ti ja tó učinijo. Обычно употребление винительного падежа у имён прилагательных и местоимений в сочетании с числительными: one dva sina, tri sina negove. Слово aoli употребляется в значении kad li, evo, например, в говорах Загарача: taman, bleh doša, dok aoli i ńega.

### Лексика
Ареал зетско-рашского диалекта в значительной степени сохранил старый слой лексики. Этому способствовало  отсутствие в процессе формирования зетско-рашских говоров массовых переселений на их территорию носителей других сербских говоров. Миграции в основном шли из зетско-рашского ареала в другие регионы Сербии. Относительная изоляция диалектной территории привела к тому, что в диалекте сохранились архаичные слова праславянского происхождения, которые встречаются, в частности, в русских говорах и русском литературном языке, и местная лексика, характерная главным образом для зетско-рашского региона. К группе местных слов относятся, например, отмечаемые в говорах белопавличей viietat литер. obećavati, zajazit литер. učiniti korist, usovan  литер. nestašan, в говорах васоевичей biće литер. tučnjava, gučit литер. skrivati, ira литер. surutka, toručak литер. mlaz’, znaven литер. pametan, в говорах Загарача cklo литер. staklo’, ožica литер. kašika, svratak литер. nazadak, stimat (se)  литер. častiti (se), jektaj литер. jecaj, в говорах мрковичей les литер. drvo za pokrov, galica литер. čavka,’, klet литер. soba.
Для зетско-рашского диалекта характерен слой лексики, заимствованный у носителей древних романских диалектов,  живших в Юго-Восточной Черногории и Южном Санджаке до переселения туда славян. Данная романская лексика широко представлена, в частности, в топонимах зетско-рашского ареала. Наиболее ощутимое влияние на словарный состав говоров зетско-рашского региона оказали турецкий и современные романские языки. Тюркизмы и романизмы проникли во все сферы общественной и культурной жизни жителей Юго-Восточной Черногории и Южного Санджака. При этом турецкие заимствования распространились по всей территории зетско-рашского диалекта, а романские — главным образом в прибрежных районах. Также в говорах зетско-рашского ареала распространены албанские заимствования, прежде всего в районах со смешанным славянско-албанским населением и на границе области распространения албанского языка, например, в мрковичских говорах, в которых отмечается большое число албанизмов: bukulica литер. lisica, kodra литер. brežuljak, mukńat литер. buđati se, rekńat литер. izgubiti se.